# Гревениц, Николай Александрович (1848)
Барон Николай Александрович Гревениц (нем. Nikolai Abraham Freiherr von Graevenitz; 1848 или 1849 — 1898) — российский государственный деятель, виленский губернатор, тайный советник, гофмейстер.

## Биография
Родился в 1848 году или в 1849 году, 11 июля) в семье барона А. Ф. Гревениц.
Окончив  в 1869 году курс в Императорском училище правоведения, вступил 12 мая 1869 года в службу, в департамент юстиции. Затем был командирован в Симбирскую соединённую палату уголовного и гражданского суда на правах секретаря. В 1870 году переведён в Казанскую казенную палату, в том же году назначен судебным следователем Казанского окружного суда, в 1872 году — товарищем прокурора окружного суда, в 1876 году — прокурором Петроковского окружного суда.
В 1881 году назначен правителем канцелярии Виленского, Ковенского и Гродненского генерал-губернатора; 30 августа 1882 года был произведён в действительные статские советники.
В 1884 году назначен правителем канцелярии министра внутренних дел и членом комиссии для выработки положения по управлению Туркестанским краем; с 1885 года — член особой комиссии для окончательной разработки проекта положения об особых преимуществах гражданской службы в отдаленных краях Российской империи.
С 21 июля 1885 года назначен Виленским губернатором. На посту губернатора проявил себя выдающимся администратором — в частности, несмотря на отсутствие в губернии земских учреждений, достиг существенных результатов в отношении упорядочения отбывания как воинской повинности, так и земских натуральных повинностей, а также производства операций по взаимному губернскому страхованию. По инициативе губернатора в законодательном порядке был возбуждён вопрос об изменении оснований распределения натуральных повинностей между отдельными классами населения, для придания им более уравнительного характера. В период управления им губернией, город Вильно обогатился многими общеполезными сооружениями и учреждениями.
Был произведён за отличие в тайные советники 1 января 1893 года, а спустя год — 1 января 1894 года пожалован в гофмейстеры Двора Его Императорского Величества. С 26 октября 1895 года состоял директором департамента общих дел министерства внутренних дел.
Почётный член Общества попечения о нуждающихся семействах воинов, потерявших здоровье на службе.
Скончался 7 (19) марта 1898 года; похоронен на Волковском лютеранском кладбище (могила не сохранилась).

## Награды
российские
- орден Св. Владимира 3-й ст. (1884)
- орден Св. Станислава 1-й ст. (1887)
- орден Св. Анны 1-й ст. (1890)

иностранный
- орден Красного орла 3-й ст. (1880)

## Семья
Женился в Казани 28 января 1873 года на Елизавете (Elisabeth Vera Marie) фон Ренненкампф (1854—1929). Их дети:
- Александр (1873—1925), расстрелян по «Делу лицеистов»
- Софья (1875—?)
- ? Николай (ок. 1878 — 1919), выпускник Императорского училища правоведения (1898)
- Фёдор (1884—1937)
- ? Борис (ок. 1880 — после 1938), председатель Беженского комитета в Финляндии